# Diener des Bösen
Diener des Bösen (Originaltitel: Subspecies) ist ein US-amerikanischer Horrorfilm aus dem Jahr 1991, der von Ted Nicolaou inszeniert wurde. Der Film ist der erste Teil einer gleichnamigen Reihe und wurde von der Produktionsfirma Full Moon Features produziert.

## Handlung
Der Film beginnt mit der Rückkehr des Vampirs Radu Vladislas in seine Heimat Transsilvanien, wo er seinen Vater, den alten Vampirfürsten, aufsucht. Der Fürst bewacht ein mächtiges magisches Relikt – den sogenannten Blutstein – einen mystischen Kristall, aus dem das Blut der Heiligen tropft und das seinem Besitzer enorme Kräfte verleiht. Radu, dessen Aussehen deformiert und seine Art bösartig ist, begehrt den Blutstein. In einem Akt des Verrats tötet er seinen Vater, um den Stein an sich zu reißen. Aus seinem eigenen Blut erschafft er kleine, dämonenhafte Kreaturen – die sogenannten Subspecies –, die ihm dienen.
Zur selben Zeit treffen drei amerikanische Studentinnen – Michelle, Lillian und Mara – in einem nahegelegenen rumänischen Dorf ein. Sie wollen Studien zur lokalen Folklore und zu Vampirlegenden durchführen und haben dazu Quartier in der Nähe einer alten Festung bezogen. Dort begegnen sie dem geheimnisvollen und kultivierten Stefan, der sich ihnen gegenüber freundlich zeigt. Die junge Michelle fühlt sich sofort zu ihm hingezogen. Was sie jedoch nicht wissen: Stefan ist der Halbbruder von Radu – ein Vampir mit menschlicher Seite, der versucht, seinem dunklen Erbe zu entkommen.
Während die Studentinnen sich mit der Geschichte der Region beschäftigen, beginnt Radu, sich für sie zu interessieren – nicht nur, weil sie in seiner Heimat herumschnüffeln, sondern auch, weil er eine neue Blutlinie erschaffen will. Nacheinander geraten Lillian und Mara unter seinen Einfluss, werden entführt und verwandelt. Michelle kann zunächst entkommen, wird jedoch Zeugin der Verwandlung ihrer Freundinnen und der Bedrohung durch Radu. Schließlich erkennt sie auch, dass Stefan ein Vampir ist – allerdings ein guter, der ihr helfen will, Radu zu besiegen.
Im Showdown kommt es zur Konfrontation zwischen Stefan und Radu in den alten Gewölben der Festung. Stefan gelingt es, seinen Bruder im Kampf zu überwältigen und scheinbar zu töten. Doch das Ende bleibt ambivalent, da Michelle, nachdem sie von Radu gebissen wurde, nun selbst vom Vampirismus bedroht ist. Der Film endet mit einem unheimlichen Hinweis darauf, dass Radus Einfluss noch nicht vollständig gebrochen ist.

## Produktion
Diener des Bösen wurde vollständig in Rumänien gedreht, insbesondere in und um Bukarest und die Region Transsilvanien. Regie führte Ted Nicolaou. Der Produzent war Ion Ionescu und die Drehbücher schrieben Jackson Barr und David Pabian. Die Musik zum Film komponierten Stuart Brotman, Richard Kosinski, William Levine, Michael Portis und John Zeretzka.

## Rezeption
„Der Neuaufguß eines alten Kinomythos hinterläßt einen zwiespältigen Eindruck; da wird einerseits streng zwischen guten und bösen Vampiren geschieden, zum anderen aber auch auf die eher unappetitlichen Aspekte dieser Art von Horror gesetzt. Für Freunde des Genres dennoch nicht uninteressant.“

## Fortsetzungen
Der Film zog mehrere Fortsetzungen nach sich: 1993 folgte Helldance (Bloodstone: Subspecies II), 1994 Subspecies III – Bloodlust. Der vierte Teil Subspecies IV – Im Blutrausch wurde 1998 veröffentlicht. 2023 erschien Subspecies V: Blood Rise. Bei allen übernahm Ted Nicolaou erneut die Regie. Der auch von ihm gedrehte Vampire Journals aus dem Jahr 1997 ist eine Art Spin-Off.